# 莫伊莎·约翰逊
莫伊莎·约翰逊（英語：Moesha Johnson，1997年9月19日—），澳大利亚女子游泳运动员，2023年世界游泳锦标赛混合团体6公里接力铜牌得主、2024年世界游泳锦标赛混合团体6公里接力金牌得主。